# Locquignol
Locquignol is een gemeente in het Franse Noorderdepartement in de regio Hauts-de-France. De plaats maakt deel uit van het arrondissement Avesnes-sur-Helpe.

## Geografie
De oppervlakte van Locquignol bedraagt 95,7 km², telt 309 inwoners (2005) en heeft daarmee een bevolkingsdichtheid van 3,2 inwoners per km².
De dorpskern ligt midden in het Fôret de Mormal, het grootste bos van de regio Hauts-de-France. In dit bos ontspringt het riviertje de Écaillon.

## Verkeer en vervoer
In de gemeente ligt spoorwegstation Hachette.
De onderstaande kaart toont de ligging van Locquignol met de belangrijkste infrastructuur en aangrenzende gemeenten.

## Demografie
Onderstaande figuur toont het verloop van het inwonertal (bron: INSEE-tellingen).